# 宇野晃司
宇野 晃司（、1924年〈大正13年〉4月21日 - 2003年〈平成15年〉7月28日）は、日本の俳優、ダンス講師である。本名は鵜野 満雄（うの みつお）。福岡県出身。

## 来歴・人物
1924年（大正13年）4月21日、福岡県大牟田市に生まれる。
福岡県立三池中学校（現在の福岡県立三池高等学校）を経て、1944年（昭和19年）に日本映画学校を卒業。同年、東宝演技課へ映画学校より派遣入社する。そして戦後、1948年（昭和23年）に公開された黒澤明監督映画『醉いどれ天使』でやくざ役として映画デビューし、以後も東宝を中心に数多くの作品に出演した。また、ウルトラシリーズ第1作目『ウルトラQ』（TBSテレビ、1966年）では、杉本カメラマン役として準レギュラー出演していた。
1971年（昭和46年）に東宝を離れ、ダンス講師として活動。TKKスイング・オーケストラ顧問「dannceソシアル」を主宰した。
2003年（平成15年）7月28日、死去した。79歳没。平成に入ってからもCMやテレビドラマなどにしばしば出演するようになり、最後の出演は深夜ドラマ『OL銭道』（テレビ朝日、2003年）であった。

## 出演作品

### 映画
- 醉いどれ天使（1948年） - やくざ[注釈 1]
- 野良犬（1949年） - スリの男[2][注釈 1]
- 生きる（1952年） - ヤクザの子分[注釈 1]
- 母と娘（1953年）
- 坊っちゃん（1953年） - 新聞記者
- この恋!五千万円（1954年）
- 七人の侍（1954年） - 野武士
- かくて自由の鐘は鳴る 福澤諭吉傳（1954年） - 服部浅之助
- 君死に給うことなかれ（1954年）
- ゴジラシリーズ
  - ゴジラ（1954年） - 対策本部員[6][4]
  - ゴジラの逆襲（1955年） - 北海道支社社員[7][4]
  - モスラ対ゴジラ（1964年） - 漁民[8][9][4]
  - 三大怪獣 地球最大の決戦（1964年） - ホテルマン[1][2][4]（フロント係[3]）
  - 怪獣大戦争（1965年） - 世界教育社社長秘書[1][4]（X星人[3]）
- 密輸船（1954年）
- おえんさん（1955年） - ダンス教師
- 初恋チャッチャ娘（1956年）
- 暗黒街（1956年）
- ならず者（1956年）
- サザエさん（1956年） - 所員
- 空の大怪獣 ラドン（1956年） - 新聞記者A[8]
- 山と川がある町（1957年） - 店員
- 目白三平物語 うちの女房（1957年） - 同僚
- 山鳩（1957年） - 運輸省随員
- 憎いもの（1957年）
- 続サラリーマン出世太閤記（1957年） - 小杉
- 柳生武芸帳 双竜秘剣（1958年）
- 二人だけの橋（1958年） - 若い男
- アンコールワット物語 美しき哀愁（1958年）
- 重役の椅子（1958年） - 三瀬
- 結婚のすべて（1958年） - シスターボーイA
- ちゃっきり金太（1958年） - 桂小五郎と称する男
  - 続 ちゃっきり金太（1958年） - 桂小五郎と称する男
- 俺にまかせろ（1958年）
- 奴が殺人者だ（1958年）
- 次郎長意外伝 灰神楽木曾の火祭（1958年）
- 若旦那は三代目（1958年）
- 暗黒街の顔役（1959年） - 跛足の三吉
- 続・社長太平記（1959年）
- 或る剣豪の生涯（1959年）
- 社員無頼 反撃篇（1959年）
- 野獣死すべし（1959年）
- サラリーマン出世太閤記 課長一番槍（1959年） - 福島
- 檻の中の野郎たち（1959年） - 青川
- 愚連隊シリーズ
  - 独立愚連隊（1959年） - ヒョロヒョロの補充兵
  - やま猫作戦（1962年） - 野村伍長
- サラリーガール読本 むだ口かげ口へらず口（1960年） - 島村
- 新・三等重役 旅と女と酒の巻（1960年）
- サラリーマン御意見帖 男の一大事（1960年）
- 電送人間（1960年） - トラックの運転手[8]
- ハワイ・ミッドウェイ大海空戦 太平洋の嵐（1960年）
- 青い野獣（1960年）
- ふんどし医者（1960年） - 百姓A
- 駄々っ子亭主 続姉さん女房（1960年）
- 背広三四郎シリーズ
  - 花のセールスマン 背広三四郎（1960年） - セールスマン吉井
  - 背広三四郎 花の一本背負い（1961年）
- お姐ちゃんはツイてるぜ（1960年）
- 大坂城物語（1961年）
- 情無用の罠（1961年）
- 特急にっぽん（1961年）
- 妻として女として（1961年）
- 守屋浩の三度笠シリーズ 泣きとうござんす（1961年）
- モスラ（1961年） - トンネル警官A[8][2][3]
- 紅の海（1961年） - 三郎
- トイレット部長（1961年） - 駅員A
- 新入社員十番勝負（1961年）
- 世界大戦争（1961年） - 東京防衛司令部将校[10]
- B・G物語 二十才の設計（1961年） - 曾我係長
- 黒い画集 寒流（1961年） - 山崎支店長代理
- 野盗風の中を走る （1961年）
- 暗黒街撃滅命令（1961年） - ペイ中の男
- その場所に女ありて（1962年） - 社員C
- 続 新入社員十番勝負 サラリーマン一刀流（1962年）
- 妖星ゴラス（1962年） - 新聞記者B[11]
- 僕たちの失敗(1962)
- 暗黒街の牙（1962年） - 刑事A
- サラリーマン無鉄砲一家（1963年）
- にっぽん実話時代（1963年） - バー「ゆき」の客A
- 写真記者物語 瞬間に命を賭けろ（1963年）
- イチかバチか（1963年） - 医者 水野
- 太陽は呼んでいる（1963年）
- 海底軍艦（1963年） - 大島の警官[12][注釈 2]
- 男嫌い（1964年）
- 君も出世ができる（1964年） - ホテルのフロント係長
- 宇宙大怪獣ドゴラ（1964年） - 火力発電所当直員[13]
- 暗黒街全滅作戦（1965年）
- 狸の大将（1965年） - 名店街の紳士
- 血と砂（1965年） - 稲本
- 落語野郎 大馬鹿時代（1966年）
- レッツゴー!若大将（1967年）
- 殺人狂時代（1967年） - 首の長い男
- 伊豆の踊子（1967年） - 客
- クレージー映画
  - クレージーの怪盗ジバコ（1967年）- ゴーゴークラブのマネージャー
  - 日本一の裏切り男（1968年） - 老婆の家族
- 乱れ雲（1967年） - 風采の上がらぬ男
- サラリーマン悪党術（1968年） - ハナ子
- 東宝8.15シリーズ
  - 連合艦隊司令長官 山本五十六（1968年）
  - 激動の昭和史 軍閥（1970年）
- ブラック・コメディ ああ！馬鹿（1969年） - 印刷屋
- 赤毛（1969年）
- 喜劇 新宿広場（1969年）
- 栄光への反逆（1970年） - 食堂の親爺
- ひらヒラ社員 夕日くん（1970年）
- 商魂一代 天下の暴れん坊（1970年） - 男A
- 紙芝居昭和史 黄金バットがやってくる（1972年）
- 卒業旅行 Little Adventurer（1973年）

### テレビドラマ
- ウルトラQ（1966年、TBS） - 杉本カメラマン[1]
  - 第3話「宇宙からの贈りもの」（1月16日放送）
  - 第22話「変身」（5月29日放送）
  - 第25話「悪魔ッ子」（6月19日放送）
- 進め!青春 第2話「ゴーゴー・レッツゴー」（1968年10月27日放送、日本テレビ）
- さわやか3組 第13話「ゴミすてるな!」（2000年11月15日放送、NHK教育）
- 金曜ナイトドラマ OL銭道 第11話「銭街道に咲く一千万円の花」（2003年6月20日放送、テレビ朝日）※遺作

### CM
- NTTドコモ